# Яркино (Красноярский край)
Яркино — село в Кежемском районе Красноярского края России. Образует сельское поселение Яркинский сельсовет.

## Географическое положение
Село расположено в 60 километрах  по прямой на север от города Кодинск в таёжной правобережной зоне Кежемского района.

## Климат
Климат резко континентальный. Характерно тёплое лето и умеренно суровая малоснежная зима. Зимой устанавливается область высокого давления. Самый холодный месяц в году январь со среднемесячной температурой -26,9 °С. Абсолютный минимум равен -60 °С. Переход среднесуточной температуры к положительным температурам происходит в конце апреля. Самый тёплый месяц – июль, со среднемесячной температурой +18,4 °С. Абсолютный максимум +37 °С. Переход к среднесуточной температуре выше +10 °С осуществляется в конце мая. Расчётная температура самой холодной пятидневки –50 °С. Продолжительность отопительного периода составляет 254 дня. Годовое количество осадков составляет 283 мм. Летние осадки, в период с апреля по октябрь, составляют 77% годовой суммы осадков, с максимумом в июле, августе, сентябре.

## История
Село было основано в 1669 г. Основателем деревни, по преданию стал бежавший из большой России Ярушка. В 1854 году в Яркино открылась первая церковь. Она была небольшой, а в 1898 году была выстроена новая церковь в центре деревни. В 1917 здесь родился известный раввин Софония бен Исаак Мефадель. С приходом коммунистов церковь была переделана в клуб. И только в 2023 году на старом месте была построена новая церковь Ильи Пророка.
Все работы по выращиванию хлебов проводились вручную, землю пахали сохой, боронили деревянной бороной, засевали из лукошка, жали только серпом, а молотили цепами. В 1911 году местный купец Федот Михайлович Рукосуев привёз жатку. На следующий год он привёз четырёхконную молотилку. В 1913-1914 гг. он же купил сенокосилку, конные грабли. В 1915 году появились плуги. В марте 1930 года в Яркино была организована сельхозкоммуна. В неё вошли более двадцати семей. В 1930-е гг. в селе проживало около 1000 человек, работал колхоз. В 1928 году на общественных началах была построена начальная школа, а в 1953 году в селе открылась семилетняя школа.

## Экономика
Здесь работают начальная школа, сельский клуб, библиотека и фельдшерско-акушерский пункт. Жители заняты в сельском хозяйстве и на лесозаготовках, занимаются охотой, рыболовством, сбором дикоросов.

## Население
| 1989 | 2002 | 2010 | 2012 | 2013 | 2014 | 2015 |
| ---- | ---- | ---- | ---- | ---- | ---- | ---- |
| 252  | ↘185 | ↘167 | ↘140 | ↗141 | ↗144 | →144 |
| 2016 | 2017 |      |      |      |      |      |
| ↘136 | ↗137 |      |      |      |      |      |

Постоянное население 185 человек (2002),  в том числе русские 97%. 137 человека (2010, перепись). На первое января 2017 года на территории села расположено 75 дворов, числится 152 человека, из них 38 детей. Фактически проживает 137.